# خواكيم فيشر نيلسن
خواكيم فيشر نيلسن (بالدنماركية: Joachim Flemming Fischer Nielsen)‏ هو لاعب كرة الريشة دنماركي، ولد في 23 نوفمبر 1978 في كوبنهاغن في الدنمارك.

## وصلات خارجية
- خواكيم فيشر نيلسن على موقع BWF.tournamentsoftware.com (الإنجليزية)
- خواكيم فيشر نيلسن على موقع BWFbadminton.com (الإنجليزية)
- خواكيم فيشر نيلسن على موقع اللجنة الأولمبية الدولية (الإنجليزية)
- خواكيم فيشر نيلسن على موقع أوليمبيديا (الإنجليزية)